# Объединённые силы материально-технического обеспечения
Объединённые силы материально-технического обеспечения НОАК (ОСМТО) (кит. упр. 中国人民解放军联勤保障部队, пиньинь Zhōngguó rénmín jiěfàngjūn lián qín bǎozhàng bùduì), другое название — Объединённые силы тылового обеспечения Центральной военной комиссии (кит. 中央军事委员会联勤保障部队) — силы сформированные в рамках перестройки и реформирования китайской армии. Находятся непосредственно под руководством ЦВС. Институционально параллельны армии, флоту, ВВС, ракетным войскам, силам стратегического обеспечения и т. д., и находится на уровне заместителя директора театра. Основаны 13 сентября 2016 года, подчиняются непосредственно Центральному военному совету. Штаб-квартира расположена в Ухане. ОСМТО состоят из пяти объединённых центров тылового обеспечения в Уси, Гуйлине, Синине, Шэньяне и Чжэнчжоу под руководством Уханьской объединённой базы тылового обеспечения. Предшественником этих сил в основном является Уханьская тыловая база Главного управления тыла Народно-освободительной армии Китая и объединённые управления тыла военных округов.

## История
13 сентября 2016 года в Пекине состоялось «Учредительное совещание объединённых сил тылового обеспечения Центральной военной комиссии». На нём член Политбюро ЦК КПК, заместитель председателя Центрального военного совета Фань Чанлун зачитал приказ Центрального военного совета о создании Уханьской объединённой базы материально-технического обеспечения и пяти объединённых центров тылового обеспечения. Заседание вёл член Политбюро ЦК КПК, заместитель председателя Центрального военного совета Сюй Цилян. В тот же день на специальной пресс-конференции, посвящённой реформе системы тылового обеспечения Министерства обороны, было оюъявлено, что создание ОСМТО непосредственно при Центральном военном совете означает, что Народно-освободительная армия Китая создала современную объединённую систему тылового обеспечения.
В сентябре 2016 года военные представительства в различных регионах были переведены из оперативных штабов крупных военных округов в объединённые центры тылового обеспечения.
В первые дни своего создания ОСМТО представляли собой подразделение армейского уровня под командованием Объединенного командования Военной комиссии и руководством Департамента тылового обеспечения Военной комиссии. В ноябре 2016 года Ли Ин, профессор Академии тыла НОАК, объяснил отношения между ОСМТО Центрального военного совета и Департаментом тылового обеспечения Центрального военного совета в интервью «Синьхуа»: «Департамент тылового обеспечения является отделом Военной комиссии. Во время управления пять совместных центров управляются через тыловую базу в Ухане, а региональная поддержка осуществляется для войск. Объединённые силы тылового обеспечения, такие как госпитали и склады, осуществляют региональную поддержку. После создания ОСМТО все госпитали, санатории и склады Объединённых сил тылового обеспечения переходят в непосредственное подчинение Департамента тылового обеспечения Центральной военной комиссии.
После создания Объединённых сил материально-технического обеспечения возможности совместных операций, совместной подготовки и совместной поддержки были улучшены, а фактический боевой уровень значительно повысился. ОСМТО также внедрили военно-гражданскую интеграцию, инновационные услуги и взяли на себя инициативу по решению трудностей для войск.
В декабре 2017 года ОСМТО были повышены до уровня заместителя руководителя театра военных действий, включены в состав соединений НОАК и переданы в непосредственное командование Центрального военного совета.
24 июля 2019 года в официальном документе «Национальная оборона Китая в новую эпоху», выпущенном Информационным бюро Государственного совета, указывалось, что «ОСМТО являются основной силой, осуществляющей совместную тыловую поддержку и поддержку стратегических кампаний, и являются важной частью современной системы военной мощи с китайской спецификой. Она включает в себя складирование, медицинское обслуживание, транспортировку и доставку, нефтепроводы, инженерные управление строительством, резервное управление активами, закупки и другие силы», «создать систему поддержки с совместными силами тылового обеспечения в качестве основы, вооруженными силами в качестве дополнения, сочетанием централизации и разделения, а также специализацией двух линий, и построить стратегические силы кампании в качестве основы, сила команды в качестве дополнения и социальное обеспечение в качестве ядра»..

## Структура
Согласно соответствующим положениям, Объединённые силы материально-тылового обеспечения Центральной военной комиссии включают следующие подразделения:
- Организационный отдел
- Службу персонала
- Отдел политической работы
- Комитет дисциплинарной инспекции (Наблюдательный комитет)

- Уханьская объединённая база материально-технического обеспечения
- Объединённый центр материально-технического обеспечения Уси (Восточный театр боевого командования НОАК)
- Объединённый центр материально-технического обеспечения Гуйлиня (Южный театр боевого командования НОАК)
- Объединённый центр материально-технического обеспечения Синин (Западный театр боевого командования НОАК)
- Объединённый центр материально-технического обеспечения Шэньян (Северный театр боевого командования НОАК)
- Объединенный центр материально-технического обеспечения Чжэнчжоу (Центральный театр боевого командования НОАК)

Подчинённые единицы
- Главный госпиталь НОАК
- Академия военно-медицинских наук НОАК[кит.]

## Командование
Командующий
- декабрь 2017 — август 2021 — генерал-лейтенант ВВС Ли Юн[11][12]
- август 2021 — н. в. — генерал-лейтенант ракетных войск Ван Лиянь[13]

Политрук
- декабрь 2017 — июль 2020 — генерал-лейтенант Сюй Чжунбо[14]
- сентябрь 2020 — н. в. — генерал-лейтенант Ван Вэньцюань

## Военная инфраструктура и техника
- Умные автоматизированные склады[15].
- Бригады объединённых центров материально-технического обеспечения управляют полевыми лагерями, которые состоят из интеллектуальных модулей различного назначения: раскладных домиков с кроватями, обогревом и кондиционерами (электронным климат-контролем), душевых, автоматизированных кухонь, прачек, медицинских модулей, цистерн с ГСМ, дезинфицируемых туалетов с электроприборами и мусороперерабатывающих модулей. Для высокогорий предусмотрены кислородные баллоны. В состав полевых лагерей входят КПП с видеокамерами, мачты с тепловизорами и колючая проволока. Полевые лагеря предназначены для развёртывания в местах проведения учений[16][17][18].
- Экскаваторы, автогрейдеры, тягачи, топливозаправщики, грузовики (Shacman, Foton), медицинские и пожарные машины[19][20][21].
- Гусеничные двухзвенные вездеходы, колёсные вездеходы CS/VP4 и беспилотные шестиколёсные вездеходы[21][22].
- Беспилотные вертолёты, например F500, похожие на CR500 «Golden Eagle», и мультикоптеры неизвестных моделей. Используются для доставки малогабаритных грузов[21][23].